# Piton Armand
Pour les articles homonymes, voir Piton (homonymie) et Armand.
Le piton Armand, ou piton de Sainte-Anne, est un sommet de montagne de l'île de La Réunion, département d'outre-mer français dans le sud-ouest de l'océan Indien. D'une hauteur d'environ 150 mètres, il culmine à 535 mètres d'altitude dans les Hauts du lieu-dit Sainte-Anne. Ce faisant, il relève de la commune de Saint-Benoît, dans l'est de l'île.